# Слово Оберона
«Слово Оберона» (в переводе на украинский язык — «Королівська Обіцянка», рус. «Королевское Обещание») — фантастический роман для детей Марины и Сергея Дяченко. Продолжение книги «Ключ от королевства».

## Сюжет
Вопреки воле короля сказочного королевства Оберона Лена Лапина должна пройти в мрачный и опасный для жизни мир по ту сторону «Ведьминой Печати» (о котором известно очень мало), чтобы отыскать пятерых принцев для пятерых принцесс. Если ей не удастся их найти, будет нарушено королевское обещание и король погибнет, что приведёт к тяжёлым последствиям для всего королевства. За Печатью Лена, которую сопровождают бывший людоед Уйма и пленённый ими мальчишка — некромант Максимилиан, встречает четверых принцев: принца-деспота, принца-пленника, принца-саламандру и принца-чуму.

## Отзывы
Критик Михаил Назаренко отмечает:

Дяченко не претендуют на широкие обобщения и глубокие раздумья о судьбах стран и народов. Они просто пишут сказку и понимают, что сказка без страха, жестокости, отчаяния — сказка неполная.
По мнению Назаренко, «Слово Оберона» лучше предыдущего романа, «Ключа от королевства», которому «не хватало цельности и, главное, подлинных испытаний. Всё было немного слишком игрушечным». В этой книге всё по-настоящему, путь обретает цель, герои обретают чувства, мир — глубину.
Назаренко также пишет:

После «Варана», пожалуй, странно было бы удивляться тому, что Дяченко умеют выстраивать ни на что не похожие фэнтезийные миры — но «Королевское Обещание» меня все же удивило. Книга эта — лишнее подтверждение того, что хорошие сказки складываются из деталей, а будут эти детали забавными или жуткими (или то и другое разом)… тут уж на выбор авторов. <…> «Королевское Обещание» — безусловная удача и, помимо прочего, page-turner: книга, которая заставляет быстрее листать страницы… а впрочем, и останавливаться, и перечитывать понравившиеся отрывки. Это и есть мастерство.